# Drachenmuräne
Die Drachenmuräne (Enchelycore pardalis) oder Panthermuräne ist eine auffallend bunte Art der Muränen (Muraenidae). Sie kommt im Indopazifik von Réunion bis nach Südjapan, Südkorea, Hawaii und Neukaledonien vor. 

## Merkmale
Die maximal 90 Zentimeter lang werdenden Fische besitzen einen kräftigen Körper mit einem auffallend hohen Flossensaum. Der Kiefer ist langgestreckt und gebogen. So bleiben auch bei geschlossenem Maul immer die Zähne in der Mitte des Kiefers sichtbar. Über ihren Augen tragen sie je ein fleischiges „Horn“, die aus Verlängerungen der hinteren Nasenlöcher gebildet wurden. Wie bei allen Muränen sind ihre vorderen Nasenlöcher röhrenartig verlängert. Die Färbung der Fische ist je nach Herkunft der Tiere unterschiedlich und ändert sich auch im Verlauf des Lebens. Durch die rote bzw. orange Grundfärbung, die einzigartig unter den Muränen ist, ist sie von allen anderen Muränenarten gut zu unterscheiden. Auf der rötlichen Grundfärbung zeigen die Fische ein Muster von weißen, dunkel umrandeten Flecken. Ältere Tiere bekommen zusätzlich ein Muster brauner Streifen.

## Verbreitung
Drachenmuränen leben versteckt, in Korallenriffen bis in 60 Metern Tiefe. Sie ernähren sich von kleineren Fischen.